# 16953 Besicovitch
16953 Besicovitch este un asteroid din centura principală de asteroizi.

## Descriere
16953 Besicovitch este un asteroid din centura principală de asteroizi. A fost descoperit pe 27 mai 1998 la Prescott (Arizona) de Paul G. Comba. Asteroidul prezintă o orbită caracterizată de o semiaxă mare de 3,14 ua, o excentricitate de 0,21 și o înclinație de 14,8° în raport cu ecliptica.